# Гринау
Гринау (нем. Grinau) — община в Германии, в земле Шлезвиг-Гольштейн. 
Входит в состав района Герцогство Лауэнбург. Подчиняется управлению Зандеснебен.  Население составляет 328 человек (на 31 декабря 2010 года). Занимает площадь 2,74 км².